# 银山县
银山县（越南语：／）是越南北𣴓省下辖的一个县。

## 地理
银山县北接高平省原平县；西接𠀧𣷭县；南接白通县和那夷县；东接石安县。

## 历史
法属时期，法国殖民政府在此设立银山州。
越南统一后，银山县属于高平省。1996年，银山县划归北𣴓省。
2020年1月10日，香泥社和浪吟社合并为协力社。
2023年2月13日，越南国会常务委员会通过决议，自2023年4月10日起，云从社改制为云从市镇。

## 行政区划
银山县下辖2市镇8社，县莅云从市镇。
- 那颇市镇（Thị trấn Nà Phặc）
- 云从市镇（Thị trấn Vân Tùng）
- 凭云社（Xã Bằng Vân）
- 谷旦社（Xã Cốc Đán）
- 德云社（Xã Đức Vân）
- 协力社（Xã Hiệp Lực）
- 纯茫社（Xã Thuần Mang）
- 上恩社（Xã Thượng Ân）
- 上关社（Xã Thượng Quan）
- 中和社（Xã Trung Hòa）